# Éloge du chat
Éloge du chat est un essai de Stéphanie Hochet édité par Léo Scheer en 2014.

## Résumé
Dans son essai, l'autrice questionne la fascination des êtres humains envers le Feles silvestris catus, le chat dit domestique. Entre divinité, incarnation de dieu, compagnon, outils, incarnation du diable et création de magie noire; le chat a tellement de persona qu'il est présent dans tous les aspects de la vie des humains. 
L'autrice mène une réflexion sur l'animal avec des grands textes littéraires, philosophiques et populaires, mais aussi d'éléments historiques, de sciences naturelles et théologique.

## Critique
Le livre est très apprécié de la critique qui le décrit comme "savoureux" et de "succès éditorial" qui inspire une ligne éditoriale des Éditions Rivages autour des éloges.

## Éditions
L'essai a été publié la première fois en 2014, grand format, par les éditions Léo Scheer. En 2016, les Éditions Rivages en font un livre de poche. L'essai existe aussi aux Éditions France Loisirs.
L'ouvrage connait deux traductions. La première est une traduction italienne faite par Roberto Lana, aux éditions Voland, en 2016. La seconde en espagnole, format poche, a été publiée en 2017 aux éditions Editorial Periferica par Laura Salas Rodriguez.
L'essai est aussi disponible en version numérique sous les formats PDF et ePUB.